# Adjuvante Therapie
Als adjuvante Therapie bezeichnet man in der Medizin allgemein ergänzende oder unterstützende Therapiemaßnahmen, insbesondere aber in der Onkologie nach operativer Entfernung des Tumors.

## Anwendungsgebiete

### Krebstherapie
In der Onkologie gehören zu einer heilenden Behandlung der Krebserkrankung neben der Beseitigung von Tumoren (z. B. durch Operation) die Überlegungen, wie hoch das Risiko eines Rezidivs oder einer Metastasierung ist und ob dieses Risiko durch eine adjuvante Therapie (z. B. antihormonelle Therapie oder Chemotherapie) vermindert werden kann. Abhängig von individuellen Risiko und dem Patientenwunsch kann diese dann gegebenenfalls durchgeführt werden.
Eine adjuvante Therapie wird nach einer vollständigen operativen Entfernung aller erkennbaren Tumoranteile angewandt, um mögliche, bisher aber noch nicht nachweisbare Tumorabsiedlungen (Mikrometastasen) zu bekämpfen und dadurch die langfristigen Heilungsaussichten zu verbessern. Im Rahmen der adjuvanten Therapie kommen z. B. Chemotherapie, Hormontherapie, Immuntherapie und Strahlentherapie zur Anwendung. So wird häufig bei Mammakarzinomen eine sogenannte adjuvante Chemotherapie im Anschluss an einen operativen Eingriff (Mastektomie) und/oder eine Strahlentherapie durchgeführt, selbst wenn Metastasen nicht erkennbar sind.
Abzugrenzen ist eine Therapie vor einer Operation mit dem Ziel, einen Tumor zu verkleinern bzw. dessen Überlebensfähigkeit zu reduzieren und damit besser oder überhaupt operierbar zu machen – diese Therapieform bezeichnet man als neoadjuvant.

### Infektionskrankheiten
Bei Infektionskrankheiten (z. B. AIDS) ist mit adjuvanter Therapie gemeint, dass eine Arznei die Auswirkungen der Krankheit abmildert, aber nicht alleinig zur Heilung in der Lage ist.

### Reproduktionsmedizin
In der Reproduktionsmedizin werden begleitende, oftmals fragwürdige bzw. unsinnige Maßnahmen bei Kinderwunschpaaren als adjuvante Therapien bezeichnet.